# Пси
Ψ, ψ (название: пси, греч. ψι, др.-греч. ψῖ) — 23-я буква греческого алфавита. В системе греческой алфавитной записи чисел имеет числовое значение 700.  От буквы пси произошла одноимённая кириллическая буква пси (Ѱ) старославянской азбуки, ныне используемая только в церковнославянском языке.
В древнейших вариантах греческого алфавита буквы Ψ не было. С этой буквы начинаются слова психика, психология, психиатрия, и поэтому эта буква стала частью логотипа почти всех психологических организаций мира.

## Использование

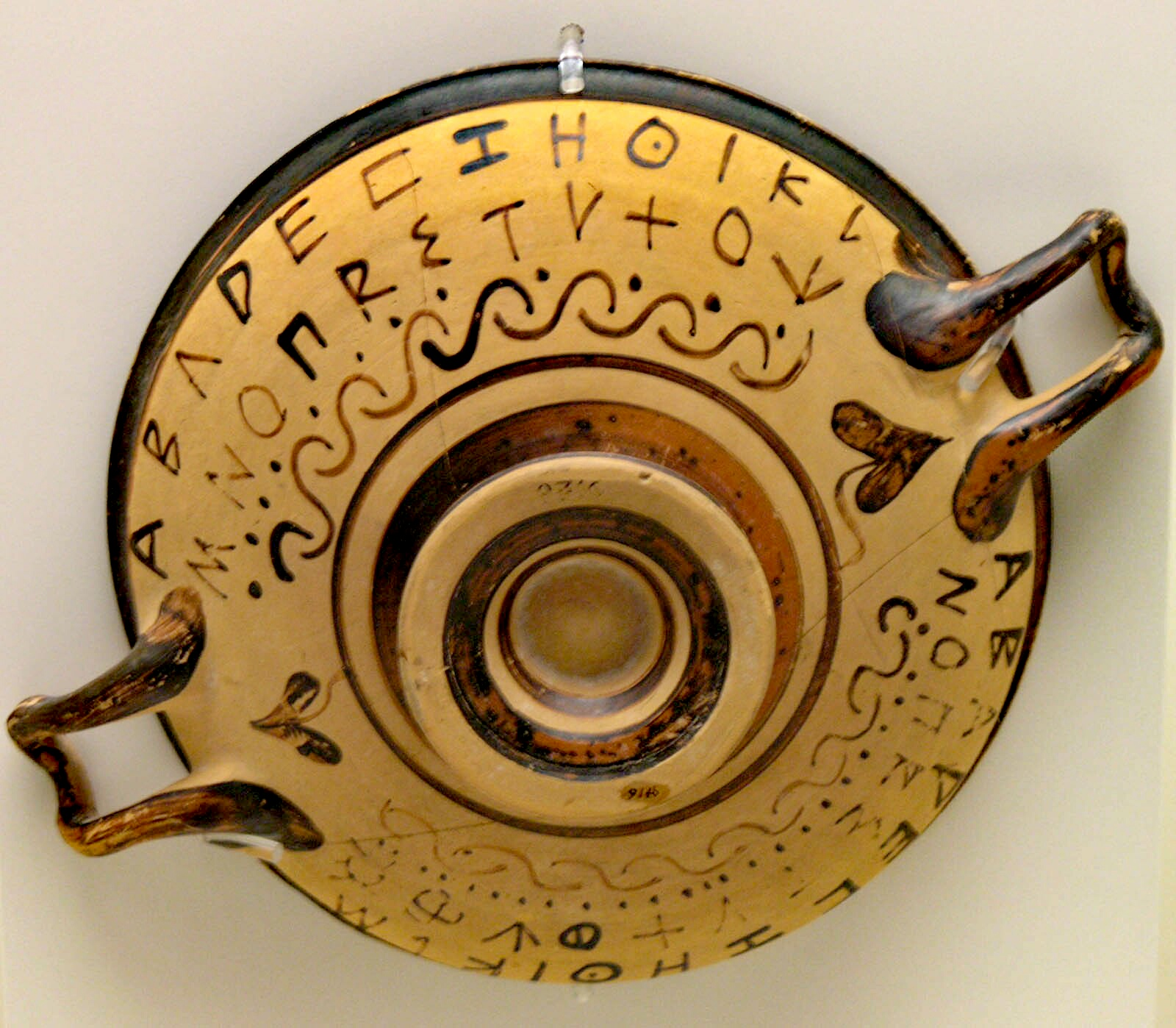
Греческий алфавит на чернофигурном килике с архаической буквой пси, похожей на след птицы

В греческом языке буква пси передаёт звук [ps].
В науке прописная Ψ обозначает:
- Волновую функцию в квантовой механике.
- Потенциал почвенной влаги:
- в теории систем — коэффициент загрузки системы.

Строчная ψ обозначает:
- Сверхзолотое сечение
- полигамма-функцию в математике, частными случаями которой являются дигамма-функция и тригамма-функция:

{\displaystyle \psi _{n}(x)={\frac {d^{(n)}}{dx^{(n)}}}{\frac {\Gamma '(x)}{\Gamma (x)}}}
Где {\displaystyle \Gamma (x)}— гамма-функция.
- Функцию тока в гидрогазодинамике;
- Отопительный коэффициент нагревательного прибора;
- Относительная масса сгоревшего пороха во внутренней баллистике.

Буквы Ψ или ψ иногда используют как символ психики и психологии и, в связи с этим, в фантастике часто конструируют новые слова, связанные с разумом, мозгом или душой, с помощью приставки «пси-», происходящей от др.-греч. ψυχή «дух, душа, сознание».